# Kolačkovský potok
Kolačkovský potok je potok na horní Spiši, protékající územím okresů Kežmarok a Stará Ľubovňa. Je to levostranný přítok Jakubianky, má délku 12,5 km a je tokem V. řádu.
Pramení v Levočských vrších, v podcelku Levočská vysočina, na severním svahu Černé hory (1 289,4 m n. m.) v nadmořské výšce kolem 1 230 m n. m. Teče na sever, zleva přibírá nejvýznamnější přítok, Lomnickou rieku, a protéká obcí Kolačkov. Vstupuje do hornatiny Spišsko-šarišské medzihorie, do podcelku Jakubianska brázda, a stáčí se na východ. Zleva přibírá Zimné, zprava Siglianku a na území obce Nová Ľubovňa se vlévá do Jakubianky v nadmořské výšce cca 559 m n. m.